# Schmitt (Familienname)
Schmitt ist ein häufiger deutscher Familienname (zur Herkunft, Bedeutung und Verbreitung siehe Schmidt).

## Namensträger

### A
- Aaron W. Schmitt (* 1980), deutscher Vorderasiatischer Archäologe
- Adalbert Schmitt (1932–2005), deutscher Unternehmer und Gastronom
- Adam Schmitt (Politiker) (1904–1982), deutscher Politiker (SPD), MdL Hessen
- Adam Schmitt (Fußballspieler) (1914–1984), deutscher Fußballspieler
- Adam Joseph Schmitt (1855–1928), deutscher Jurist und Politiker (Zentrum), MdR
- Adolf Schmitt (Mediziner) (1865–1938), deutscher Chirurg
- Adolf Schmitt (Bischof) (1905–1976), deutscher Geistlicher und Missionar, Bischof von Bulawayo
- Adolf Schmitt (Landschaftsarchitekt) (1923–2014), deutscher Landschaftsarchitekt und Hochschullehrer
- Adolf Schmitt-Weigand (* 1934), deutscher Verwaltungsjurist
- Agnes Schmitt (1600–1650), deutsches Opfer der Hexenverfolgungen
- Al Schmitt (Albert Harry Schmitt; 1930–2021), US-amerikanischer Toningenieur und Musikproduzent
- Alain Schmitt (* 1983), französischer Judoka
- Albert Schmitt (Theologe) (1871–1948), deutsch-österreichischer Jesuit und Theologe
- Albert Schmitt (Geistlicher) (1894–1970), deutscher Benediktiner, Abt von Grüssau und Bad Wimpfen
- Albert Schmitt (Manager) (* 1960), deutscher Kontrabassist und Kulturmanager
- Alexander Schmitt (Mathematiker) (Alexander H. W. Schmitt), deutscher Mathematiker und Hochschullehrer
- Alexander Schmitt (Chorleiter) (* 1984), deutscher Chorleiter und Musikpädagoge
- Alexander Schmitt (Radsportler) (* 1989), deutscher Radsportler
- Alexandra Schmitt (1861–1941), deutsche Schauspielerin
- Alfons Schmitt (1903–1960), deutscher Wirtschaftswissenschaftler und Hochschullehrer
- Alfred Schmitt (Sprachwissenschaftler) (1888–1976), deutscher Sprachwissenschaftler, Phonetiker und Schriftforscher
- Alfred Schmitt (Astronom) (1907–1973), französischer Astronom
- Alfred Schmitt (Tierfilmer) (1928–2002), deutscher Tierfilmer und Moderator
- Alfred Schmitt (Informatiker) (Alfred Adam Schmitt; * 1938), deutscher Informatiker und Hochschullehrer
- Alfred Schmitt-Batiston (1830–1881), deutscher Gutsbesitzer und Politiker, MdR
- Allison Schmitt (* 1990), US-amerikanische Schwimmerin
- Aloys Schmitt (1788–1866), deutscher Komponist und Musikpädagoge
- Alphonse Schmitt (1875–1912), deutscher Organist und Komponist
- Amati Schmitt (* 1995), französischer Jazzmusiker
- Andi Schmitt (* 1957), deutscher Maler und Vorsitzender der Vereinigung Kunstschaffender Unterfrankens
- Andrea Schmitt (Neurobiologin), deutsche Neurobiologin und Hochschullehrerin
- Andrea Schmitt (* 1988), deutsche Schauspielerin
- Andreas Schmitt (* 1961), deutscher Karnevalskünstler
- Anna-Sophie Schmitt (* 2004), deutscher Leichtathletin
- Anne Schmitt (* 1984), deutsche Volleyball- und Beachvolleyballspielerin
- Annegrit Schmitt (1929–2021), deutsche Kunsthistorikerin
- Anne-Marie Schmitt (1931–2006), US-amerikanische Filmproduzentin
- Annette Schmitt-Gräff (* um 1950), österreichische Pathologin und Hochschullehrerin
- Ansgar Schmitt (1910–1945), sudetendeutscher römisch-katholischer Ordensmann, Geistlicher und Märtyrer
- Anton Schmitt (Soldat) († 1916), deutscher Marinesoldat
- Anton Schmitt (Unternehmer) (1896–1965), deutscher Unternehmer, Politiker und Autor
- Arbogast Schmitt (* 1943), deutscher Altphilologe
- Armin Schmitt (1934–2006), deutscher Theologe
- Arnd Schmitt (* 1965), deutscher Fechter
- Arne Schmitt (* 1972), deutscher Pianist
- Arne Schmitt (Fotograf) (* 1984), deutscher Fotograf
- Arnold Schmitt (1954–2023), deutscher Politiker (CDU)
- Arnulf Schmitt-Kammler (1942–2023), deutscher Rechtswissenschaftler und Hochschullehrer
- Arthur Schmitt (1910–1989), deutscher Turner
- Artur Schmitt (1888–1972), deutscher Generalleutnant und Politiker (NPD), MdL Bayern
- Athanasius Schmitt (1860–1932), bayerisch-US-amerikanischer Benediktinerabt
- Astrid Schmitt (* 1959), deutsche Politikerin (SPD)
- August Schmitt (Verleger) (1816–1901), deutscher Verleger
- August Schmitt (Volkskundler) (1861–1933), österreichischer Lehrer und Volkstanzforscher
- August Schmitt-Köppler (1928–2023), deutscher Chirurg
- August Ludwig Schmitt (1882–1936), deutscher Maler
- Axel Schmitt (* 1981), deutscher Bäckereiunternehmer

### B
- Balthasar Schmitt (1858–1942), deutscher Bildhauer
- Barbara Schmitt, deutsche Rechtsanwältin und Hochschullehrerin
- Barbara Schmitt-Englert (* 1959), deutsche Sinologin und Autorin
- Bernadotte Everly Schmitt (1886–1969), US-amerikanischer Historiker
- Bernard Schmitt (Wirtschaftswissenschaftler) (1929–2014), französischer Wirtschaftswissenschaftler und Hochschullehrer
- Bernard Schmitt (Regisseur), französischer Regisseur
- Bernard W. Schmitt (1928–2011), US-amerikanischer Geistlicher, Bischof von Wheeling-Charleston
- Bernd Schmitt (Wirtschaftswissenschaftler) (Bernd H. Schmitt; * 1957), US-amerikanischer Wirtschaftswissenschaftler und Hochschullehrer
- Bernd Schmitt (Musiker) (* 1962), deutscher Klarinettist, Dramaturg und Autor
- Bernhard Schmitt (Heimatforscher) (1922–2009), deutscher Heimatforscher
- Bernhard Schmitt (Mathematiker) (* 1950), deutscher Mathematiker und Hochschullehrer
- Bernhard Schmitt (Fotograf) (Pseudonym ONUK; 1955–2018), deutscher Fotograf
- Bertram Schmitt (* 1958), deutscher Rechtswissenschaftler

### C
- Caner Schmitt (* 1988), deutscher Fußballspieler
- Carina Schmitt (* 1980), Sozial- und Politikwissenschaftlerin
- Carl Schmitt (1888–1985), deutscher Staatsrechtler und Philosoph
- Carl Schmitt (Maler) (1889–1989), US-amerikanischer Maler, Radierer, Zeichner und Kunsttheoretiker
- Carl Schmitt (Produzent) (* 1963), deutscher Filmproduzent
- Carl Friedrich Schmitt-Spahn (1877–1962), deutscher Maler und Kunstgewerbler
- Carl Georg Friedrich Schmitt (1804–1890), deutscher Pfarrer und Landtagsabgeordneter
- Carl Gustav Schmitt (1837–1900), neuseeländischer Komponist, Organist und Dirigent deutscher Herkunft
- Carlos Schmitt (1919–2006), brasilianischer Ordensgeistlicher und Bischof
- Caroline Schmitt (* 1992), deutsche Journalistin und Schriftstellerin
- Charles B. Schmitt (1933–1986), US-amerikanischer und britischer Philosophiehistoriker
- Charlotte Schmitt (Richterin) (1909–1989), deutsche Richterin
- Charlotte Schmitt-Leonardy (* 1980), deutsche Juristin, Rechtswissenschaftlerin und Hochschullehrerin
- Christian Schmitt (Romanist) (1944–2022), deutscher Romanist und Hochschullehrer
- Christian Schmitt (Oboist) (* 1965), französischer Oboist und Hochschullehrer
- Christian Schmitt (Kirchenmusiker) (* 1970), deutscher Organist, Kirchenmusiker und Domkapellmeister
- Christian Schmitt (Organist) (* 1976), deutscher Organist
- Christian Schmitt (Politiker) (* 1981), deutscher Politiker
- Christian Schmitt (Radiojournalist) (* 1982), deutscher Journalist
- Christian Schmitt-Engelstadt (* 1967), deutscher Organist
- Christian Schmitt-Kilb (* 1967), deutscher Anglist, Literaturwissenschaftler und Hochschullehrer
- Christine Schmitt (* 1953), deutsche Turnerin
- Christoph Schmitt (Ethnologe) (* 1956), deutscher Volkskundler und Kulturwissenschaftler
- Christoph Schmitt (Theologe) (* 1962), deutscher Theologe
- Christoph Schmitt (Unternehmensberater) (* 1964), Schweizer Theologe und Unternehmensberater
- Christoph Schmitt-Maaß (* 1978), deutscher Literaturwissenschaftler und Hochschullehrer
- Cläre Schmitt (1915–2008), deutsche Politikerin (CDU)
- Cornel Schmitt (1874–1958), deutscher Pädagoge, Biologe und Komponist
- Curt L. Schmitt (1908/1909–1961), deutscher Verleger

### D
- D. W. Schmitt (* 1960), deutscher Autor von Science-Fiction
- Daniela Schmitt (* 1972), deutsche Politikerin (FDP)
- Dieter Schmitt (Pilot) (1924–2013), deutscher Pilot
- Dieter Schmitt (Fechter) (* 1940), deutscher Fechter
- Dieter Schmitt (Politiker) (* 1944), deutscher Politiker (CDU)
- Dominik Schmitt (* 1983), deutscher Künstler
- Dorado Schmitt (* 1957), französischer Jazzmusiker
- Doris Schmitt-Landsiedel (1952–2023), deutsche Elektrotechnikerin

### E
- Eberhard Schmitt (* 1939), deutscher Historiker
- Edgar Schmitt (* 1963), deutscher Fußballspieler
- Edmond Schmitt (* 1927), luxemburgischer Schriftsteller
- Eduard Schmitt (1842–1913), deutscher Bauingenieur und Hochschullehrer
- Egon Schmitt (* 1948), deutscher Fußballspieler
- Elisabeth Schmitt (1891–1974), deutsche Juristin
- Else Schmitt (1921–1995), deutsche Kommunalpolitikerin
- Emil Schmitt (Sänger) (1838–1885), deutscher Opernsänger (Tenor) und Dirigent
- Emil Schmitt (Volkskundler) (1858–1947), deutscher Volkskundler, Sprachwissenschafter und Geheimer Hofrat
- Emil Schmitt (Polizist) (1891–1957), deutscher Polizeidirektor und SS-Obersturmbannführer
- Erhard Schmitt (1908–1990), deutscher Ingenieur, Vizepräsident des Bundesamtes für zivilen Bevölkerungsschutz und Direktor der Bundesanstalt Technisches Hilfswerk (THW)
- Eric Schmitt (Politiker) (* 1975), US-amerikanischer Politiker
- Eric Schmitt (Psychologe) (1964), deutscher Psychologe und Professor am Institut für Gerontologie Heidelberg
- Éric-Emmanuel Schmitt (* 1960), französischer Schriftsteller
- Eric P. Schmitt (* 1959), US-amerikanischer Journalist
- Erich Schmitt (Sinologe) (1893–1955), deutscher Sinologe und Hochschullehrer
- Erich Schmitt (Handballspieler) (1912–1979), Schweizer Handballspieler
- Erich Schmitt (Karikaturist) (1924–1984), deutscher Karikaturist
- Erich Schmitt (Fußballspieler) (1954–2018), deutscher Fußballspieler
- Erik Schmitt (* 1980), deutscher Filmemacher
- Ernst Schmitt (Diplomat) (1879–1946), deutscher Diplomat und Schriftsteller
- Ernst Schmitt (Politiker) (1896–1972), deutscher Politiker (NSDAP)
- Eugen Schmitt (Organist) (1859–1948), deutscher Organist und Kirchenmusiker
- Eugen Heinrich Schmitt (1851–1916), tschechischer Philosoph und Publizist
- Éva Schmitt (* 1940), ungarische Badmintonspielerin
- Eva Schmitt-Rodermund (* 1964), deutsche Psychologin
- Eva Lamby-Schmitt (* 1992), deutsche Hörfunkjournalistin

### F
- Felix von Schmitt-Gasteiger (1865–1932), österreichischer Jurist
- Florent Schmitt (1870–1958), französischer Komponist
- Francis Otto Schmitt (1903–1995), amerikanischer Neurobiologe
- Franciscus Salesius Schmitt (1894–1972), deutscher Benediktiner
- François-Joseph Schmitt (1839–1904), französischer Missionar und Orientalist
- Frank Schmitt (Handballspieler) (* 1968), deutscher Handballspieler und -trainer
- Frank Schmitt (Politiker) (* 1968), deutscher Politiker (SPD)
- Franz Schmitt (Politiker, 1802) (1802–1874), österreichischer Jurist und Politiker, Reichstagsabgeordneter
- Franz Schmitt (Politiker, 1806) (1806–1879), deutscher Politiker, MdL Bayern
- Franz von Schmitt (auch Franz von Schmidt; 1816–1883), österreichischer Industrieller
- Franz Schmitt (Maler) (1816–1891), deutscher Maler
- Franz Schmitt (Politiker, 1842) (1842–1920), deutscher Hotelier und Mitglied des Provinziallandtages der Provinz Hessen-Nassau
- Franz Schmitt (Politiker, 1862) (1862–1932), deutscher Politiker (SPD), MdL Bayern
- Franz Schmitt (Politiker, 1865) (1865–1941), deutscher Politiker (BVP), MdR
- Franz Schmitt (Tiermediziner) (1868–1928), deutscher Tiermediziner und Hochschullehrer
- Franz Schmitt (Politiker, 1897) (1897–1945), deutscher Politiker, Landrat
- Franz Schmitt (Ringer) (* 1937), deutscher Ringer
- Franz Schmitt (Fußballspieler) (* 1940), deutscher Fußballspieler
- Franz Anselm Schmitt (1908–1978), deutscher Bibliothekar und Philologe
- Franz August Schmitt (1894–1956), deutscher Wirtschaftsmanager und Politiker (BVP), MdL Bayern
- Franz Jacob Schmitt (1842–1922), deutscher Architekt
- Franz Joseph Schmitt (* 1932), deutscher Verwaltungsbeamter und Industriemanager
- Frauke Schmitt Gran (* 1969), deutsche Orientierungsläuferin
- Friedrich Schmitt (Sänger) (1812–1884), deutscher Sänger (Tenor) und Gesangspädagoge
- Friedrich Schmitt (Statistiker) (1821–1870), österreichischer Statistiker
- Friedrich Schmitt (Politiker, 1866) (1866–1941), deutscher Politiker und Verwaltungsbeamter
- Friedrich Schmitt (Politiker, 1887) (1887–nach 1953), deutscher Politiker (SPD), MdHB
- Friedrich Schmitt (Heimatforscher) (1920–2016), deutscher Lehrer und Heimatforscher
- Friedrich Wilhelm Schmitt (Schauspieler) (1825–1907), deutscher Schauspieler, Regisseur und Theaterdirektor
- Friedrich Wilhelm Schmitt (Unternehmer) (* 1934), deutscher Unternehmer, siehe Rohde Shoes
- Friedrich Wilhelm Ferdinand Schmitt (1823–1910), deutscher Pädagoge
- Fritz Schmitt (Fußballspieler), deutscher Fußballspieler
- Fritz Schmitt (Alpinist) (1905–1986), deutscher Alpinist, Alpinschriftsteller und Redakteur
- Fritz Schmitt-Carl (1904–1969), deutscher Verleger, Literaturkritiker und Verbandsfunktionär

### G
- Georg Schmitt (1821–1900), deutscher Komponist und Organist
- Georg Schmitt (Politiker, 1872) (1872–1940), deutscher Politiker
- Georg Schmitt (Komponist, 1957) (* 1957), deutscher Komponist und Dirigent
- Georg Alois Schmitt (1827–1902), deutscher Komponist und Hofkapellmeister
- Georg Friedrich Schmitt (1859–1938), deutscher Unternehmer
- Georg Joachim Schmitt (* 1963), deutscher Künstler und Autor
- Georg Michael Schmitt (1799–1876), deutscher Geheimer Regierungsrat und Mitglied der Badischen Ständeversammlung
- Georg Philipp Schmitt (1808–1873), deutscher Maler
- Gerd Schmitt (* 1949), deutscher Verwaltungsjurist
- Gerhard Schmitt (Theologe) (1909–2000), deutscher Theologe und Pfarrer
- Gerhard Schmitt (Sinologe) (1933–2017), deutscher Sinologe
- Gerhard Schmitt (Architekt) (* 1953), deutscher Architekt und Hochschullehrer für Informationsarchitektur
- Gerhard Schmitt-Rink (1926–2020), deutscher Wirtschaftswissenschaftler
- Gerhard Schmitt-Thiel (1941–2024), deutscher Journalist und Fernsehmoderator
- Gottfried Schmitt (1827–1908), deutscher Jurist
- Gottfried Schmitt (Reichsgerichtsrat) (1865–1919), deutscher Richter
- Gregor Schmitt (1832–1908), deutscher Mediziner
- Gregor Schmitt-Bohn (* 1943), deutscher Dirigent
- Günter Schmitt (Politiker) (* 1939), deutscher Politiker (CDU)
- Günter Schmitt (* 1946), deutscher Architekt und Autor
- Günther Schmitt (1928–2006), deutscher Agrarökonom und Hochschullehrer
- Guido Philipp Schmitt (1834–1922), deutscher Maler
- Gustav Schmitt (1832–1905), deutscher Verwaltungsbeamter und Politiker
- Gustav Adolf Schmitt (1897–nach 1970), deutscher Weingutsbesitzer und Verbandsfunktionär

### H
- Hannes Schmitt-Horr († 1971), deutscher Verleger
- Hanno Schmitt (* 1942), deutscher Pädagoge und Bildungshistoriker
- Hanns Schmitt (1909–?), deutscher Volkswirt und Politiker (CSU)
- Hans Schmitt (Pianist, 1835) (1835–1907), österreichischer Musikpädagoge, Pianist und Komponist
- Hans Schmitt (Bildhauer) (1912–1996), deutscher Bildhauer
- Hans Schmitt (1924–1995), deutscher Pianist und Hochschullehrer, siehe Hans und Kurt Schmitt
- Hans Schmitt (Maler) (1930–1993), deutscher Maler
- Hans Schmitt (Fußballspieler) (* 1946), deutscher Fußballspieler
- Hans Schmitt-Lermann (1911–1994), deutscher Versicherungshistoriker und -funktionär
- Hans Schmitt-Rost (1901–1978), deutscher Journalist, Schriftsteller und Herausgeber
- Hans Adolf Schmitt (1921–2006), US-amerikanischer Historiker und Hochschullehrer deutscher Herkunft
- Hans-Christoph Schmitt (1941–2020), deutscher Theologe
- Hans Jürgen Schmitt (1930–2014), deutscher Physiker und Hochschullehrer
- Hans-Jürgen Schmitt (* 1938), Übersetzer, Publizist, Literaturkritiker und Herausgeber
- Hans Karl Schmitt (1927–1991), deutscher Bildhauer
- Hans-Klaus Schmitt (1900–1982), deutscher Bankkaufmann und Heimatforscher
- Hans-Michael Schmitt (* 1956), Landschaftsarchitekt und Hochschullehrer
- Hanspeter Schmitt (* 1959), deutscher katholischer Theologe und Hochschullehrer
- Hans-Walter Schmitt (* 1952), deutscher Unternehmer, Manager und Schachorganisator
- Harald Schmitt (* 1948), deutscher Fotograf
- Harrison Schmitt (* 1935), US-amerikanischer Astronaut, Geologe und Politiker
- Harry Schmitt (1919–1999), deutscher Parteifunktionär (KPD, DKP) und Paramilitär
- Herry Schmitt (* 1957), deutscher Pianist, Komponist, Arrangeur und Musikproduzent
- Hatto H. Schmitt (1930–2023), deutscher Althistoriker
- Heidrun Schmitt (* 1980), deutsche Politikerin (GAL)
- Heinrich von Schmitt (Johann Heinrich von Schmitt; 1744–1805), österreichischer Feldmarschallleutnant
- Heinrich Schmitt (Journalist) (1894–1976), deutscher Journalist und Schriftsteller
- Heinrich Schmitt (Politiker) (1895–1951), deutscher Politiker (KPD)
- Heinrich Schmitt (Architekt) (1899–1985), deutscher Architekt und Hochschullehrer
- Heinz Schmitt (Politiker, 1920) (1920–1980), deutscher Politiker (SPD), MdEP
- Heinz Schmitt (Bibliothekar) (1933–2025), deutscher Sachbuchautor
- Heinz Schmitt (Fußballspieler) (1937–2018), deutscher Fußballspieler
- Heinz Schmitt (Politiker, 1951) (* 1951), deutscher Politiker (SPD), MdB
- Hélène Schmitt, französische Violinistin
- Helga Schmitt-Bussinger (* 1957), deutsche Politikerin (SPD), MdL Bayern
- Helma Schmitt (* 1931), deutsche Politikerin (CDU), MdL Rheinland-Pfalz
- Helmut Schmitt (Maler), deutscher Maler
- Helmut Schmitt (Komponist) (* 1955), deutscher Pianist und Komponist
- Helmut Schmitt von Sydow (* 1943), deutscher Ökonom, Jurist, Hochschullehrer und Beamter
- Helmut M. Schmitt-Siegel (* 1943), deutscher Designer
- Henri Schmitt (1926–1982), Schweizer Politiker (FDP)
- Heralde Schmitt-Ulms (1941–2020), deutsche Künstlerin
- Hermann Schmitt (Architekt) (1854–1940), deutscher Architekt und Bauunternehmer
- Hermann Schmitt (Jurist, 1863) (1863–1943), deutscher Jurist und Ministerialbeamter
- Hermann Schmitt (1874–1932), deutscher Jurist und Politiker
- Hermann Schmitt (Lehrer) (1888–1974), deutscher Lehrer, Kirchenhistoriker und Heimatforscher
- Hermann Schmitt-Vockenhausen (1923–1979), deutscher Politiker (SPD)
- Hermann Joseph Schmitt (1896–1964), deutscher Theologe
- Hermann Valentin Schmitt (* 1943), deutscher Maler und Lichtinstallationskünstler
- Hilmar Schmitt (* 1942), deutscher Politiker (SPD)
- Horst Schmitt (Parteifunktionär) (1925–1989), deutscher Parteifunktionär (SED, SEW)
- Horst Schmitt (Fußballspieler) (* 1935), deutscher Fußballspieler
- Horst Schmitt (Maler) (* 1938), deutscher Maler und Grafiker
- Hubert Schmitt-Degenhardt (1902–1995), deutscher Verwaltungsjurist

### I
- Ignaz Schmitt (1902–1999), deutscher Architekt
- Ingo Schmitt (Komponist) (1933–2020), deutscher Komponist
- Ingo Schmitt (Politiker) (* 1957), deutscher Politiker (CDU)
- Ingo Schmitt (Informatiker) (* 1966), deutscher Informatiker
- Irmgard Küfner-Schmitt (* 1956), deutsche Juristin, Richterin und Hochschullehrerin
- Isolde Schmitt-Menzel (1930–2022), deutsche Designerin

### J
- Jacob Schmitt (Komponist) (1803–1853), deutscher Komponist, Pianist und Musikpädagoge
- Jacob Schmitt (Politiker) (1860–1929), deutscher Politiker (Zentrum), MdL Preußen
- Jakob Schmitt (1803–1853), deutscher Pianist und Komponist, siehe Jacob Schmitt (Komponist)
- Jakob Schmitt (Theologe) (1834–1915), deutscher Theologe, Domkapitular in Freiburg
- Jakob Schmitt (Politiker, 1860) (1860–1929), deutscher Landwirt und Politiker (Zentrum), MdL Preußen
- Jakob Schmitt (Politiker, 1865) (1865–1930), deutscher Theologe und Politiker (Zentrum), MdL Preußen
- Jakob Schmitt (Politiker, 1882) (1882–1954), deutscher Landwirt und Politiker (CNBL), MdL Preußen
- Jakob Schmitt (Bildhauer, 1891) (1891–1955), deutscher Bildhauer
- Jakob Schmitt (Bildhauer, 1910) (1910–1984), deutscher Bildhauer
- Jakob Schmitt-Friderich (1827–1905), deutscher Architekt
- Jan Schmitt (* 1969), deutscher Journalist
- Janine Schmitt (* 2000), Schweizer Skirennfahrerin
- Jean-Claude Schmitt (* 1946), französischer Mediävist
- Joachim Schmitt (* 1960), deutscher Rechtswissenschaftler
- Jochem Schmitt (1950–2014), deutscher Rechtswissenschaftler und Hochschullehrer
- Jochen Schmitt, deutscher Basketballspieler
- Johann Schmitt (Lithograf) (1806–1879), deutscher Lithograf und Zeichner
- Johann Schmitt (Politiker, 1815) (1815–1893), deutscher Lehrer und Politiker, MdL Hessen
- Johann Schmitt (Politiker, 1823) (1823–1899), deutscher Politiker, MdL Nassau
- Johann Schmitt (Kirchenmaler) (1825–1898), deutsch-amerikanischer Kirchenmaler
- Johann Schmitt (Politiker, 1845) (1845–1906), deutscher Politiker, MdL Bayern
- Johann Schmitt-Ecker (1893–1980), deutscher Landwirt und Kammerfunktionär
- Johann Schmitt-Fels (1875–1935), deutscher Heimatdichter
- Johann Baptist Anton Schmitt (1775–1840), deutscher Forstwissenschaftler
- Johann Carl Schmitt-Blank (1824–1880), deutscher Klassischer Philologe und Lehrer
- Johann Heinrich von Schmitt (1744–1805), österreichischer Feldmarschallleutnant, siehe Heinrich von Schmitt
- Johann Josef Hermann Schmitt (1847–??), deutscher Heimatkundler
- Johann Peter Schmitt (1891–1967), deutscher Priester
- Johannes Schmitt (Politiker) (1853–1920), deutscher Gutsbesitzer und Politiker (NLP), MdR
- Johannes Schmitt (Leichtathlet) (1943–2003), deutscher Leichtathlet
- Johannes Schmitt-Horr († 1971), deutscher Verleger, siehe Hannes Schmitt-Horr
- Johannes Ludwig Schmitt (1896–1963), deutscher Mediziner und Politiker (Schwarze Front)
- John Schmitt (Philologe) (1856–1906), deutscher Philologe, Byzantinist und Romanist
- John Schmitt (Ruderer) (1901–1991), US-amerikanischer Ruderer
- John Schmitt (Footballspieler) (* 1942), US-amerikanischer American-Football-Spieler
- John Schmitt (Wirtschaftswissenschaftler) (* 1962), US-amerikanischer Wirtschaftswissenschaftler
- John Schmitt (Tennisspieler) (* 1962), US-amerikanischer Tennisspieler
- Jörg Schmitt (* 1967), deutscher Journalist
- Josef von Schmitt (Jurist, 1817) (1817–1890), deutscher Richter
- Josef von Schmitt (Jurist, 1838) (1838–1907), deutscher Richter
- Josef Schmitt (Politiker, 1874) (1874–1939), deutscher Politiker (Zentrum)
- Josef Schmitt (Rechtsanwalt) (1875–1945), deutscher Rechtsanwalt
- Josef Schmitt (Fußballspieler) (1908–1980), deutscher Fußballspieler
- Josef Schmitt (Politiker, 1921) (1921–1996), deutscher Politiker (CDU)
- Josef Schmitt-Kraemer (eigentlich Josef Adolf Schmitt; 1881–1966), deutscher Journalist und Schriftsteller
- Joseph Schmitt (Komponist) (1734–1791), deutscher Komponist und Musikverleger
- Joseph von Schmitt (General) (1851–1933), deutscher General
- Joseph Schmitt (Politiker) (1882–1967), deutscher Politiker (CDU)
- Joseph Schmitt (Jurist) (1908–1998), deutscher Jurist
- Joseph Anton Schmitt (1883–1951), deutscher Theaterintendant und Regisseur, siehe Saladin Schmitt
- Joseph Damian Schmitt (1858–1939), deutscher Geistlicher, Bischof von Fulda
- Joseph William Schmitt (1916–2017), Raumanzugtechniker der NASA
- Julia Schmitt (* 1969), deutsche Schauspielerin
- Julia Stephanie Schmitt (* 1993), deutsche Schauspielerin
- Julie Schmitt (1913–2002), deutsche Turnerin
- Julius Schmitt (Lithograf) (1821–??), deutsch-US-amerikanischer Lithograf
- Julius Schmitt (Chorleiter) (1863–1918), deutscher Lehrer, Chorleiter und Komponist
- Julius Schmitt (Tiermediziner) (1917–2010), deutscher Tiermediziner
- Jürgen Schmitt (* 1949), deutscher Maler, Fotograf, Komponist und Sänger
- Jutta Schmitt-Lang (* 1982), deutsche Politikerin (CDU)

### K
- Karin Schmitt-Promny (* 1953), deutsche Politikerin (Bündnis 90/Die Grünen)
- Karl Schmitt (Politiker) (1795–1878), deutscher Provinzialdirektor und Landtagsabgeordneter
- Karl Schmitt (Architekt) (1889–nach 1947), deutscher Architekt
- Karl Schmitt (Gewerkschafter) (1890–1954), deutscher Gewerkschaftsfunktionär und Politiker
- Karl Schmitt (Theologe) (1903–1964), deutscher Theologe und Hochschullehrer
- Karl Schmitt (Unternehmer) (1905–1987), deutscher Ingenieur, Unternehmer und Firmengründer
- Karl Schmitt (Politikwissenschaftler) (* 1944), deutscher Politikwissenschaftler und Hochschullehrer
- Karl Schmitt-Korte (* 1940), deutscher Ingenieur, archäologischer Sammler und Publizist
- Karl Schmitt-Walter (1900–1985), deutscher Sänger (Bariton)
- Karl Georg Friedrich Schmitt (1804–1890), deutscher Geistlicher
- Karlheinz Schmitt (* 1970), deutscher Schauspieler
- Karlheinz G. Schmitt-Thomas (* 1928), deutscher Ingenieur und Hochschullehrer
- Karl Joseph Schmitt (1820–1892), deutscher Jurist
- Karl-Ludwig Schmitt (* 1937), deutscher Lehrer und Heimatforscher
- Karl M. Schmitt (Karl Michael Schmitt; * 1922), US-amerikanischer Historiker, Politikwissenschaftler und Hochschullehrer
- Karl Philipp Schmitt (1826–1909), deutscher Musiker
- Karl Wilhelm Schmitt (* 1925), deutscher Journalist und Autor
- Katharina Schmitt (* 1979), deutsche Dramatikerin und Theaterregisseurin
- Kerstin Schmitt (* 1984), deutsche Künstlerin
- Klaus Schmitt (* 1955), deutscher Bildhauer, Maler und Grafiker
- Konrad von der Schmitt (1887–1951), deutscher Politiker (KPD)
- Konrad Schmitt-Schrollbach (* 1940), deutscher Bildhauer
- Kurt Schmitt (1886–1950), deutscher Wirtschaftsführer und Reichswirtschaftsminister zur NS-Zeit
- Kurt Schmitt (Bildhauer) (1903–1990), deutscher Bildhauer
- Kurt Schmitt (1924–1992), deutscher Pianist und Hochschullehrer, siehe Hans und Kurt Schmitt
- Kurt Schmitt-Mainz (1924–2007), deutscher Schauspieler und Autor

### L
- Laura Schmitt (* 1985), deutsche Handballspielerin
- Leo Schmitt (Kunstpädagoge) (1930–2005), deutscher Kunstpädagoge
- Leo Stefan Schmitt (* 1952), deutscher Politiker (SPD, Die Linke)
- Leopold Schmitt, deutscher Jurist und Kommunalpolitiker
- Lorenz Schmitt (1936–2018), deutscher Fußballspieler
- Lothar Schmitt (Jurist) (* 1957), deutscher Jurist
- Lothar Michael Schmitt (1931–2011), deutscher Dramaturg, Regisseur und Synchronautor
- Ludwig Schmitt (Jurist) (1810–1871), Generalstaatsprokurator der Pfalz
- Ludwig Schmitt (Geistlicher) (1846–1917), deutscher Ordensgeistlicher und Schriftsteller
- Ludwig Schmitt (Unternehmer, 1849) (1849–1906), österreichischer Kunsttischler und Möbelfabrikant
- Ludwig Schmitt (Bezirksoberamtmann) (1871–nach 1936), deutscher Landrat
- Ludwig Schmitt (Unternehmer, 1880) (1880–1957), österreichischer Kunsthandwerker und Möbelfabrikant
- Ludwig Schmitt (Verwaltungsjurist) (1884–1973), deutscher Landrat
- Ludwig Schmitt (Agrarwissenschaftler) (1900–1978), deutscher Agrikulturchemiker
- Ludwig Schmitt (Schachspieler) (1902–1980), deutscher Schachspieler
- Ludwig Schmitt (Fußballspieler) (1910–nach 1941), deutscher Fußballspieler
- Ludwig Erich Schmitt (1908–1994), deutscher Sprachwissenschaftler
- Lutz Schmitt (* 1967), deutscher Biochemiker

### M
- Manfred Schmitt (Mediziner) (1947–2018), deutscher Gynäkologe und Hochschullehrer
- Manfred Schmitt (Unternehmer) (* 1950), deutscher Unternehmer
- Manfred Schmitt (Psychologe) (* 1954), deutscher Psychologe und Hochschullehrer
- Manfred Schmitt (Biologe) (* 1959), deutscher Biologe und Hochschullehrer
- Manfred Schmitt-Fiebig (1924–2001), deutscher Architekt
- Manuel Schmitt (Regisseur, 1980) (* 1980), deutscher Regisseur, Drehbuchautor, Programmierer, Spieleentwickler und Let’s Player (SgtRumpel)
- Manuel Schmitt (Regisseur, 1988) (* 1988), deutscher Opernregisseur, Theaterregisseur und Filmemacher
- Margret Funke-Schmitt-Rink (1946–1998), deutsche Politikerin (FDP), MdB
- Marion Schmitt (* 1959), deutsche Schriftstellerin
- Mark Francis Schmitt (1923–2011), US-amerikanischer Geistlicher, Bischof von Marquette
- Markus Schmitt (Komponist) (* 1965), deutscher Komponist
- Markus Schmitt (Politiker) (* 1966), deutscher Politiker (Bündnis 90/Die Grünen)
- Martin Schmitt (Musiker) (* 1968), deutscher Musiker, Komponist, Entertainer und Texter
- Martin Schmitt (* 1978), deutscher Skispringer
- Martin Schmitt (Fechter) (* 1981), deutscher Fechter
- Martin Schmitt (Historiker) (* 1984), deutscher Historiker
- Martin Schmitt (Sänger), deutscher Sänger, Musiker, Musicaldarsteller, Komponist, Produzent und Unternehmer
- Martin Hans Schmitt (* 1968), deutscher Filmregisseur, Drehbuchautor und Kameramann
- Matthias Schmitt (Ökonom) (1913–1997), deutscher Wirtschaftswissenschaftler und Industriemanager
- Matthias Schmitt (Komponist) (* 1958), deutscher Musiker und Komponist
- Matthias Schmitt (Spieleentwickler), Spieleentwickler
- Max Schmitt (1891–1963), deutscher Bauingenieur
- Maximilian Schmitt (* 1977), deutscher Sänger (Tenor)
- Maximilian Joseph Schmitt (1834–1889), deutscher Jurist, MdL Preußen
- Meinrad Schmitt (* 1935), deutscher Komponist
- Michael Schmitt (Biologe) (* 1949), deutscher Biologe und Wissenschaftshistoriker
- Michael Schmitt (Kritiker) (* 1959), deutscher Journalist und Literaturkritiker
- Michael Schmitt (Fußballspieler) (* 1960), deutscher Fußballspieler
- Michael Schmitt (Physikochemiker) (Herbert Michael Fritz Schmitt; * 1964), deutscher Physikochemiker und Hochschullehrer
- Michael Schmitt (Filmemacher) (* 1983), deutscher Filmregisseur und Produzent
- Moritz Schmitt (1794–1850), hessischer Richter und Politiker und Abgeordneter der 2. Kammer der Landstände des Großherzogtums Hessen

### N
- Natascha Schmitt (* 1986), deutsche Triathletin
- Nathanael Schmitt (1847–1918), deutscher Maler
- Nele Schmitt (* 2001), deutsche Beachvolleyballspielerin
- Nikolaus Schmitt (Jurist) (1806–1860), deutsch-amerikanischer Jurist, Redakteur und Politiker, MdR
- Nikolaus Schmitt (Heimatforscher) (1876–1962), deutscher Lehrer und Heimatforscher
- Nikolaus Schmitt (Rennfahrer), deutscher Motorradrennfahrer
- Nikolaus Schmitt (Maler) (Nikolaus Josef Schmitt-Nennig; 1918–1995), deutscher Maler
- Nikolaus Heinrich Schmitt (1890–1973), deutscher Politiker (SPD)
- Noah Schmitt (* 1999), deutscher Fußballspieler
- Nora Schmitt (1924–2023), deutsche Schriftstellerin
- Norbert Schmitt (* 1955), deutscher Politiker (SPD)
- Norbert Schmitt (Künstler) (* 1972), deutscher Maler und Bildhauer

### O
- Olaf A. Schmitt (* 1977), deutscher Dramaturg und Festspielleiter
- Oliver Schmitt (Historiker) (* 1963), deutscher Historiker
- Oliver Schmitt (Fußballspieler, 1973) (* 1973), deutscher Fußballspieler
- Oliver Schmitt (Fußballspieler, 2000) (* 2000), deutscher Fußballspieler
- Oliver Jens Schmitt (* 1973), Schweizer Osteuropa-Historiker
- Oliver Maria Schmitt (* 1966), deutscher Schriftsteller und Satiriker
- Oscar Schmitt-Halin (1906–nach 1969), deutscher Jurist und Druckgewerbefunktionär
- Oskar Schmitt (Jurist) (1838–1896), österreichischer Anwalt
- Oskar Schmitt (Maler) (1882–1943), deutscher Maler
- Ottmar Schmitt (1943–2005), deutscher Orthopäde und Hochschullehrer
- Otto Schmitt (Entomologe) (1885–1964), österreichischer Insektenforscher
- Otto Schmitt (Kunsthistoriker) (1890–1951), deutscher Kunsthistoriker
- Otto Schmitt (Jurist) (1907–1983), deutscher Jurist und Richter
- Otto Schmitt (Erfinder) (1913–1998), amerikanischer Biophysiker und Erfinder
- Otto Schmitt-Gross (1900–1965), deutscher Maler
- Otto Schmitt-Rosenberger (1928–2004), deutscher Kunstkritiker und Schriftsteller
- Otto Michael Schmitt (1904–1992), deutscher Künstler

### P
- Pál Schmitt (* 1942), ungarischer Fechter, Diplomat und Politiker
- Paul Schmitt (Maler) (1824–1885), Maler und Grafiker
- Paul Schmitt (Journalist) (Pseudonym Paolo Agostino Sebastiani; 1900–1953), deutsch-schweizerischer Journalist und Geschäftsmann
- Paul Joseph Schmitt (1911–1987), französischer Geistlicher, Bischof von Metz
- Paul Léon Félix Schmitt (1856–1902), französischer Maler
- Pauline Schmitt Pantel (* 1947), französische Althistorikerin
- Peter Schmitt (Beamter) (1882–1945), deutscher Ministerialbeamter
- Peter Schmitt (Politiker) (1901–1985), deutscher Politiker (NSDAP)
- Peter Schmitt-Egner (* 1944), deutscher Politikwissenschaftler und Hochschullehrer
- Peter Axel Schmitt (* 1948), deutscher Übersetzungswissenschaftler und Terminologe
- Peter H. Schmitt (* 1948), deutscher Informatiker und Hochschullehrer
- Peter W. Schmitt (* 1954), deutscher Musiker und Filmkomponist
- Philipp Schmitt (Uhrmacher) (1777–1827), deutscher Uhrmacher
- Philipp Schmitt (Pfarrer) (1805–1856), deutscher Pfarrer und Altertumsforscher
- Philipp Schmitt (SS-Mitglied) (1902–1950), deutscher SS-Sturmbannführer, als Kriegsverbrecher in Belgien hingerichtet
- Philipp Schmitt (Politiker) (1910–1994), deutscher Politiker (BVP, CSU)
- Philipp Schmitt (Filmeditor), deutscher Filmeditor
- Philipp Schmitt von Kehlau († 1848), österreichischer Generalmajor
- Philippe Schmitt-Kopplin (* vor 1970), Agraringenieur, Lebensmittelchemiker und Hochschullehrer
- Pius Schmitt (* 1963), deutscher Schauspieler

### R
- Rainer Schmitt (Theologe) (* 1941), deutscher evangelischer Theologe und Autor
- Rainer Schmitt (Musikpädagoge) (* 1944), deutscher Musikwissenschaftler, Musikpädagoge und Hochschullehrer
- Rainer Schmitt (Musikwissenschaftler) (* 1944), deutscher Musikwissenschaftler und Hochschullehrer
- Rainer Schmitt (* 1948), deutscher Hörspielsprecher
- Ralf Schmitt (Fußballspieler, 1953) (* 1953), deutscher Fußballspieler (1. FC Saarbrücken)
- Ralf Schmitt (Fußballspieler, 1977) (* 1977), deutscher Fußballspieler (Karlsruher SC)
- Raymund Schmitt (1930–2001), deutscher Politiker (CSU)
- Rebekka Schmitt-Illert (* 1977), deutsche Politikerin (CDU)
- Reinhard Schmitt (* 1950), deutscher Denkmalpfleger und Burgenforscher
- Reinhold Schmitt-Thomas (* vor 1947), deutscher Kunst- und Musikhistoriker
- Richard Schmitt (* 1968), österreichischer Journalist
- Rico Schmitt (* 1968), deutscher Fußballtrainer
- Robert Schmitt (Maler) (1924–1990), österreichischer Maler
- Robert Schmitt (Ingenieur) (* 1961), deutscher Ingenieur und Hochschullehrer
- Robert Schmitt-Brandt (* 1927), deutscher Indogermanist
- Robert Anton Schmitt (1882/1892–1987), deutscher Lehrer, Organist, Chorleiter und Maler
- Robert Hans Schmitt (1870–1899), österreichischer Alpinist, Maler und Afrikaforscher
- Roland Schmitt (Fußballspieler, 1912) (1912–1947), französischer Fußballspieler und -trainer
- Roland Schmitt (Fußballspieler, 1926) (* 1926), deutscher Fußballspieler
- Roland Schmitt (Heimatforscher) (1953–2021), deutscher Bibliothekar und Heimatforscher
- Roland Schmitt (Künstler) (* 1958), deutscher Künstler
- Roland Schmitt (Musiker), deutscher Musiker
- Roland W. Schmitt (1923–2017), US-amerikanischer Physiker und Wissenschaftsmanager
- Rolf Schmitt (* 1942), deutscher Handballspieler und -trainer
- Ronald Schmitt (* 1930), deutscher Unternehmer
- Ronja Schmitt (* 1989), deutsche Politikerin (CDU), siehe Ronja Kemmer
- Rosemarie Schmitt (* 1960), deutsche Schriftstellerin
- Rudi Schmitt (Schauspieler) (Rudolf Schmitt, 1914–1984), deutscher Schauspieler
- Rudi Schmitt (Politiker) (* 1928), deutscher Politiker (SPD)
- Rüdiger Schmitt (Genetiker) (* 1936), deutscher Genetiker und Molekularbiologe
- Rüdiger Schmitt (Indogermanist) (* 1939), deutscher Iranist und Indogermanist
- Rüdiger Schmitt (Theologe) (* 1964), deutscher Theologe
- Rüdiger Schmitt (Rennfahrer) (* 1967), deutscher Automobilrennfahrer
- Rüdiger Schmitt-Beck (* 1956), deutscher Politikwissenschaftler und Hochschullehrer
- Rudolf Schmitt (Chemiker) (1830–1898), deutscher Chemiker
- Rudolf Schmitt (Jurist, 1906) (1906–1976), deutscher Jurist und Richter
- Rudolf Schmitt (Jurist, 1922) (1922–2011), deutscher Jurist und Rechtswissenschaftler
- Rudolf Schmitt (Pädagoge) (* 1934), deutscher Pädagoge
- Rudolf Schmitt-Föller (* 1954), deutscher Bibliothekar
- Rudolf Schmitt-Sulzthal (1903–1971), deutscher Dichter, Schriftsteller und Verleger
- Rudolf J. Schmitt (1925–2016), deutscher Grafikdesigner und Maler
- Rudolf W. Schmitt (* 1941), deutscher Ministerialbeamter
- Rudolph Schmitt (1900–1993), deutscher Klarinettist

### S
- Saladin Schmitt (1883–1951), deutscher Theaterintendant und Regisseur
- Samson Schmitt (* 1979), französischer Jazzgitarrist
- Samuel Schmitt (1920–2002), deutsch-schweizerischer Schriftsteller und Verleger
- Sandra Schmitt (1981–2000), deutsche Trickski-Fahrerin
- Sebastian Schmitt (Politiker) (* 1988), deutscher Politiker (SPD)
- Sebastian Schmitt (Basketballspieler) (* 1996), deutscher Basketballspieler
- Siegfried Schmitt (1955–1988), deutscher Leichtathlet
- Sigrid Schmitt (* 1960), deutsche Historikerin, siehe Sigrid Hirbodian
- Silke Schmitt, Geburtsname Silke Meyer (* 1968), deutsche Volleyball- und Beachvolleyballspielerin
- Silvia Schmitt (* 1962), deutsche Handballspielerin
- Sophia Schmitt (1879–1904), deutsche Missionsschwester und Märtyrin
- Stefan Schmitt (Fußballspieler) (* 1961), deutscher Fußballspieler
- Stefan Schmitt (Politiker) (1963–2010), deutscher Politiker (SPD)
- Stefan Schmitt-Rink (1957–1992), deutscher Physiker
- Stefanie Schmitt (* 1974), deutsche Germanistin und Literaturwissenschaftlerin
- Stefen Schmitt (* 1974), deutscher Filmeditor
- Steffen Schmitt (* 1982), deutscher Fußballspieler
- Suzanne Schmitt (1928–2019), französische Tennisspielerin
- Sven Schmitt (* 1976), deutscher Fußballtorwart

### T
- Tassilo Schmitt (* 1961), deutscher Althistoriker
- Tchavolo Schmitt (* 1954), französischer Jazzmusiker
- Theo Schmitt (Philatelist) (1911–2004), deutscher Polizist und Philatelist
- Theo Schmitt (Dirigent) (* 1931), deutscher Chorleiter und Dirigent
- Theo G. Schmitt (* 1953), deutscher Ingenieur und Hochschullehrer
- Theo Michael Schmitt (* 1949), deutscher Biologe
- Theodor Schmitt (Schriftsteller) (Pseudonym Witz Witzer; 1913–nach 1976), deutscher Schriftsteller
- Theodor Schmitt (Verwaltungsjurist) (1875–nach 1937), deutscher Verwaltungsjurist und Bezirksamtsvorstand
- Theodor Schmitt (Musikwissenschaftler) (* 1951), deutscher Musikwissenschaftler, Dirigent und Hochschullehrer
- Theodor Adam Schmitt (1928/1929–2007), deutscher Unternehmer und Bankier, siehe Bank Schilling & Co.
- Theodor Maria Schmitt (1913–1989), deutscher Ingenieur und Pädagoge
- Therese Schmitt (1877–1948), deutsche Politikerin
- Therese Elisabetha Schmitt (1910–1956), deutsche Kunstfliegerin
- Thomas Schmitt (Verleger) (* 1940), deutscher Zeitungsverleger und Verbandsfunktionär
- Thomas Schmitt (Dokumentarfilmer) (1949–2020), deutscher Dokumentarfilmer
- Thomas Schmitt (Künstler) (* 1951), deutscher Comiczeichner und Musiker
- Thomas Schmitt (Biologe) (* 1964), deutscher Biologe und Hochschullehrer für Tierökologie und Tropenbiologie
- Thomas Schmitt (Entomologe) (* 1968), deutscher Entomologe und Hochschullehrer
- Thomas Schmitt (Geograph) (* 1968), deutscher Geograph
- Thomas Schmitt (Politiker) (* 1973), deutscher Politiker (CDU)
- Thomas Schmitt (Fernsehproduzent), (* 1979), deutscher Creative Producer
- Thomas Schmitt (* 1989), deutscher Autor, Kolumnist und Podcast-Moderator – siehe Tommi Schmitt
- Thomas Schmitt (Leichtathlet) (* 1989), Lehrer und ehemaliger deutscher Kugelstoßer
- Thomas Schmitt-John (* um 1960), Molekularbiologe, Genetiker und Hochschullehrer
- Thomas Albrecht-Schmitt (* 1971), US-amerikanischer Chemiker und Fachautor, siehe Thomas Albrecht-Schönzart
- Thomas J. Schmitt (1966–2018), deutscher Genealoge
- Thorsten Schmitt (* 1975), deutscher Nordischer Kombinierer
- Tom Schmitt (* 1929), US-amerikanischer Maler und Computerkünstler
- Tommi Schmitt (* 1989), deutscher Autor, Kolumnist und Podcast-Moderator
- Torsten Schmitt (* 1981), deutscher Eishockeyspieler

### U
- Ulrich Schmitt (* 1959), deutscher Fotograf
- Ursula Schmitt (1934–2011), deutsche Richterin am Bundespatentgericht
- Ursula Krause-Schmitt (1942–2021), deutsche Historikerin
- Uwe Schmitt (Journalist) (* 1955), deutscher Journalist und Schlagzeuger
- Uwe Schmitt (Leichtathlet) (1961–1995), deutscher Leichtathlet

### V
- Valentin Schmitt (1885–1973), deutscher Landwirt
- Verena Schmitt-Roschmann (* 1966), deutsche Journalistin
- Victor Schmitt (1842–?), Schweizer Bildhauer
- Viktor Christian Schmitt (1844–1900), deutscher Opernsänger (Tenor)
- Vital Schmitt (1858–1935), deutscher Maler
- Vivian Schmitt (* 1978), deutsche Pornodarstellerin

### W
- W. Christian Schmitt (* 1944), deutscher Journalist
- Walfriede Schmitt (* 1943), deutsche Schauspielerin
- Walter Schmitt (SS-Mitglied) (1879–1945), deutscher SS-Obergruppenführer und Politiker (NSDAP), MdR
- Walter Schmitt (Mediziner, 1909) (1909–1971), deutscher Sportmediziner, bekannt als „Handballdoktor“
- Walter Schmitt (Mediziner, 1911) (1911–2005), deutscher Mediziner und Chirurg
- Walter Schmitt (Politiker, 1914) (1914–1994), deutscher Politiker (CDU), MdL Rheinland-Pfalz
- Walter Schmitt (Politiker, 1918) (1918–2007), deutscher Politiker (SPD)
- Walter Schmitt (Mediziner, 1920) (1920–2008), deutscher Neurologe und Psychiater
- Walter Schmitt Glaeser (1933–2024), deutscher Jurist, Politiker (CSU)
- Walther Schmitt (Mediziner) (1888–1931), deutscher Gynäkologe und Hochschullehrer
- Walther Schmitt (Journalist) (Walther Ernst Schmitt; 1907–1997), deutscher Volkswirt, Journalist und politischer Schriftsteller
- Werner Schmitt (* um 1953), deutscher Jazz- und Unterhaltungsmusiker
- Wilhelm Schmitt (Politiker) (1810–nach 1855), deutscher Kaufmann und Politiker, MdL Hessen
- Wilhelm Schmitt (Maler) (1831–1891), deutscher Maler
- Wilhelm Schmitt (Lehrer) (1879–1961), deutscher Lehrer und Schriftsteller
- Wilhelm Schmitt (Widerstandskämpfer) (1888–1945), deutscher Widerstandskämpfer
- Wilhelm Schmitt-Prym (1867–1943), deutscher Unternehmer in der Papierindustrie
- Wilhelm Joseph Schmitt (1760–1827), österreichischer Gynäkologe deutscher Herkunft
- Willi Schmitt (1943/1944–2021), deutscher Journalist und Chefredakteur
- Willy Schmitt (Mediziner) (1886–1976), deutscher Internist und Hochschullehrer
- Willy Schmitt-Lieb (1921–2000), deutscher Maler, Schriftsteller und Kunsthistoriker
- Willy Schmitt-Weidler (1916–nach 1961), deutscher Maler
- Wolfgang Schmitt (Kanonist) (1734–1779), deutscher Kanonist
- Wolfgang Schmitt (Historiker) (* 1938), deutscher Historiker
- Wolfgang Schmitt (Boxer) (1939–2017), deutscher Boxer
- Wolfgang Schmitt (Fußballspieler) (* 1953), deutscher Fußballspieler
- Wolfgang Schmitt (Politiker) (* 1959), deutscher Politiker (Grüne)
- Wolfgang Schmitt (Rugbyspieler), deutscher Rollstuhlrugbyspieler
- Wolfgang Schmitt-Kölzer (* 1951), deutscher Regionalhistoriker
- Wolfgang Schmitt-Weist (* vor 1965), deutscher Komponist und Arrangeur
- Wolfgang G. H. Schmitt-Buxbaum (* 1945), deutscher Radiologe und Regionalhistoriker
- Wolfgang M. Schmitt (* 1988), deutscher Literaturwissenschaftler, Filmkritiker und Podcast-Moderator
- Wolfram Schmitt (Mediziner) (* 1939), deutscher Medizinhistoriker, Neurologe und Psychiater sowie Psychotherapeut und Klinikdirektor
- Wolfram Schmitt-Leonardy (* 1967), deutscher Pianist